# Manuel Comeres
Manuel Comeres (Alicante, finales del s. XVII - Alicante, 18 de enero de 1764), fue un sacerdote y maestro de capilla español.

## Vida
Se ordenó sacerdote y se trasladó a Valencia, donde opositó para conseguir el magisterio de capilla de la capital valenciana, pero quedó en segundo lugar.
Las primeras noticias que se tienen de él son de su interés por las oposiciones para el magisterio de la Colegiata de San Patricio de Lorca, planeadas para el 10 de mayo de 1720. El maestro Juan Pérez de los Cobos había fallecido en abril de 1720, quedando vacante el cargo, que pretendieron, además de Comeres, Francisco Miras Muñoz y Diego Jordán. Las oposiciones no llegaron a celebrarse, ya que intervino el obispo, Luis Antonio de Belluga y Moncada, que nombró a Comeres por ser el único candidato sacerdote. Solo permaneció tres años, cuando fue sustituido por Francisco Miras Muñoz.
Fue maestro de capilla de la Colegiata de San Nicolás de Alicante, cargo que ocupó, sin oposición, el 23 de abril de 1723, cuando sustituyó a Isidro Escorihuela. Según Ernesto Villar, maestro de capilla y estudioso de la Colegiata de San Nicolás de Alicante, su nombramiento fue gracias a las muestras de simpatía y las virtudes en el arte del contrapunto, desarrolladas a través de los cánones, y al conocimiento de la teología que poseía Comeres. Ocupó el cargo al frente del magisterio hasta 1762, cuando solicitó su relevo por motivos de salud a favor del contralto, mosén Gabriel Aznar, compositor al que consideraba muy competente por el cargo. Aznar entró primero como interino hasta que, debido a un empeoramiento de la salud de Comeres, este último solicitó su jubilación, lo que le concedieron, manteniendo su salario hasta su muerte.
El 29 y 30 de septiembre de 1754 formó parte del jurado de las oposiciones para cubrir la plaza vacante de arpista y organista de la misma capilla junto con Juan Acuña y Bartolomé Falomir, presbítero y contralto de la capilla alicantina.

## Estilo musical
Según Flores y Madrid, la música de Comeres representa la continuidad del Barroco heredado de Isidro Escorihuela, evolucionando hacia un barroco tardío que culminará en la figura de Agustín Iranzo.
Tanto Villar como Aguilar Gómez afirman que las composiciones de Comeres están basadas en el canto llano, a excepción de los villancicos, y el contrapunto clásico. Villar además añade que en su música domina el estilo de imitación canónica y el interés recae en las voces. La mayo parte de los violines carece de expresión melódica, siendo relevados al papel de acompañante, caracterizados por la abundancia en la forma arpegiada.

## Obra
La producción conservada de este maestro es muy variada. Aunque la mayor parte de sus obras han desaparecido, se conservan dos en el archivo de la Catedral de Valencia, un Laudate y un Magnificat a 8 voces y bajo cifrado, y algunas en el archivo de la Colegiata de San Nicolás de Alicante.
Conservadas en la Catedral de Valencia:
- Laudate - a 8 voces y bajo cifrado.
- Magnificado - a 8 voces y bajo cifrado.

Salmos:
- Laetatus est (1733) - a 4 voces, violines y bajo continuo.
- Credidi - en Sol menor, compuesto en homenaje a las Vísperas del Santísimo Sacramento (1737).
- Dixit Dominus (dos ejemplares).
- Lauda Jerusalem - a 4 voces, violines y bajo continuo.
- Magnificat - a 4 voces, violines y bajo continuo.

Otras obras:
- Misa a cuatro voces y fabordón.
- Villancicos de Kalendas (dos) - a 4 voces.
- Responsorio Domine secundum (1747) - a 4 voces, alternado con fragmentos de canto llano.